# ريتشارد إدواردز (سياسي ويلزي)
ريتشارد إدواردز (بالإنجليزية: Richard Edwards)‏ هو سياسي بريطاني، ولد في 25 أغسطس 1956 في المملكة المتحدة. حزبياً، نشط في حزب العمال الويلزي ‏ وحزب العمال. في انتخابات الجمعية الوطنية الويلزية 1999 ‏، انتخب عضو الجمعية الوطنية الويلزية الأولى عن دائرة Preseli Pembrokeshire (Senedd constituency) ‏ وقد انضم خلال فترته النيابية ‏ (6 مايو 1999 – 2 أبريل 2003) للكتلة البرلمانية حزب العمال الويلزي ‏.